# Конґрес Українців Канади
Конґрес Українців Канади (абр. КУК; до 1989 року: Комітет українців Канади) — громадська представницька рада, яка об'єднує 33 українських всеканадські організації та їх філіали.
Штаб-квартира розташовується у Вінніпезі. Конґрес Українців Канади нараховує шість провінційних рад (Онтаріо, Манітоба, Саскачеван, Альберта, Британська Колумбія і Квебек); 34 відділи в містах Канади (від Монреаля до Ванкувера) і ряд окремих комітетів.

## Історія
Утворений на перших зборах Конґресу Українців Канади (КУК), що відбулися 7 і 8 листопада 1940 року в Вінніпегу. Засновниками були:
- Братство українців католиків (БУК),
- Союз українців самостійників (СУС),
- Українське національне об'єднання (УНО),
- Союз гетьманців державників Канади (СГДК),
- Союз українських організацій (СУО)

Першим керівником організації став отець Василь Кушнір.
Після другої світової війни конгрес заснував Фонд допомоги українців Канади та Українське центральне допомогове бюро в Лондоні, що підтримували українських біженців у Європі.
КУК сприяв орґанізації навчання української мови у канадських школах і ВНЗах, відіграв значну роль у створенні в 1967 році Світового Конґресу Вільних Українців.
У 1940–80-х роках діяльність комітету була спрямована на об'єднання зусиль українців Канади для допомоги українському народові в боротьбі за незалежність, збереження етнічної та духовної самобутності еміграції. Традиційними в 2-й половині XX століття стали заходи комітету з відзначення національних свят, історичних дат з життя українського народу («День української державності і соборності», 50-ті роковини голодомору 1932-1933 років в УРСР та ін.), цілеспрямованого характеру набули акції протесту проти політики русифікації України, проти переслідування учасників дисидентських рухів 1960–1980-х років в Україні.
З часу проголошення незалежності України допомагає й співпрацює з її організаціями та установами.

## Президенти КУК
- Василь Кушнір (Wasyl Kushnir) (1940—1953; 1959—1971)
- Антін Яремович (Antony Yaremovich) (1953—1957)
- Сергій Савчук (Serge Sawchuk) (1957—1959)
- Петро Кондра (Peter Kondra) (1971—1974)
- Сергій Радчук (Serge Radchuk) (1974—1980)
- Джон Новосад (John Nowosad) (1980—1986)
- Дмитро Ціпивник (Dmytro Cipywnyk) (1986—1992)
- Волтер-Олег Романів (Oleh Romaniw) (1992—1998)
- Євген Чолій (Eugene Czolij) (1998—2004)
- Орися Сушко (Orysia Sushko) (2004—2007)
- Павло Ґрод (Paul Grod) (2007—2018)
- Леся Хичій (Alexandra Chyczij) (від 2018)

## Діячі КУК
- Віктор Гетьманчук
- Валентина Курилів
- Антін Іван Яремович
- Ераст Гуцуляк
- Стефан Андрусяк

## Санкції Росії
15 березня 2022 року, після початку повномасштабного російського вторгнення в Україну, Міністерство закордонних справ Російської Федерації заборонило в'їзд до Росії 11 членам КУК, зокрема, президенту КУК — Лесі Хичій (помилково названій Александрою Чижій). До того ж санкційного списку потрапило також найвище керівництво Канади, зокрема, прем'єр-міністр Джастін Трюдо.
У червні 2022 року, МЗС РФ заборонило в'їзд до Росії ще 22 членам КУК. Зокрема, під заборону потрапили національний секретар КУК Касіян Солтикевич, національний скарбник Аланна Мисак, член виконкому Оля Ґрод та 19 членів ради директорів.
У серпні 2022 року Мін'юст РФ включив Конґрес Українців Канади до списку «небажаних організацій».